# Foxhole
Foxhole is een coöperatieve sandbox -multiplayer - actie - strategie-videogame, ontwikkeld en uitgegeven door het Canadese videogamebedrijf Siege Camp, gevestigd in Toronto, Ontario. Het videospel maakt gebruik van Unreal Engine 4, waarbij gebruik wordt gemaakt van een axonometrisch projectieperspectief, vergelijkbaar met dat van een conventionele real-time strategievideogame met een bovenaanzicht. De setting van Foxhole is "geïnspireerd door Europese oorlogvoering uit het begin van de 20e eeuw". Het spel stelt de gebruiker in staat zich als soldaat aan te sluiten bij een van de twee facties. Hierbij steunt hij deze factie in een aanhoudende oorlog door het verzamelen, vervaardigen en transporteren van grondstoffen en materialen, het bouwen en beheren van vestingwerken met als einddoel: het vernietigen van de tegenpartij. De game is op 28 september 2022 uitgebracht voor Microsoft Windows.
De game werd in juli 2017 uitgebracht voor Microsoft Windows via het Early Access -programma van Steam en behaalde een hoogtepunt van 4.813 gelijktijdige spelers in minder dan 2 weken.

## Gameplay
Spelers kunnen kiezen tussen twee tegengestelde facties, de "Colonials" en de "Wardens", waarbij elke factie verschillende outfits, wapens en voertuigen heeft. De rol van de speler is niet vooraf bepaald. In het spel is er ook een rangsysteem dat onder andere privileges uitdeelt (bijvoorbeeld: de mogelijkheid om clans te vormen (in het spel bekend als regimenten) of dingen te posten op de factiekaart) en hoe hoger rang hoe meer respect onder andere spelers. Je kunt dit rangsysteem doorlopen met aanbevelingen(in het spel "commends"), een soort punten die andere spelers aan elkaar kunnen geven. Een belangrijk ding om op te merken is dat Foxhole geen in-game aankopen bevat. Het spel beschikt over een volledig door spelers aangestuurde in-game economie, waardoor spelers gereedschappen moeten gebruiken, zoals een hamer of voorhamer, om ruwe grondstoffen te verzamelen uit ertsafzettingen die bekend staan als 'grondstofvelden'. aangegeven met kaartmarkeringen. Ruwe grondstoffen (“schroot”) kunnen vervolgens in een raffinaderij worden gezet om te worden verwerkt tot materialen, zoals “basismaterialen” en geraffineerde materialen. Deze materialen worden gebruikt om alles te vervaardigen wat de factie in de strijd zal gebruiken, inclusief wapens, munitie, vestingwerken en voertuigen.
Wanneer de speler een factie kiest, spawnt hij in de thuisregio van zijn factie. Vanaf hier hebben spelers toegang tot een kaart, waar spelers ervoor kunnen kiezen om te spawnen in een door de geallieerden gecontroleerd stadhuis of relikwieënbasis, zolang deze over de vereiste upgrades beschikt en is gevuld met ten minste 1 shirt (levenspunt in dit spel). Een stad met een stadhuisstructuur is een strategisch gebied waar een factie toegang heeft tot door AI bezette "garnizoenshuizen" en "safehouses", vaak vergezeld van gebouwen voor bevoorradingsopslag die bekend staan als depots of zeehavens. Bepaalde steden hebben speciale faciliteiten zoals fabrieken, garages en scheepswerven waarmee spelers uitrusting en voertuigen kunnen vervaardigen. Hierdoor hebben bepaalde steden meer logistieke en dus strategische waarde dan andere, waardoor het meer tijd en moeite waard is om deze steden te beveiligen. Er is een sterke afhankelijkheid van gecoördineerde logistiek in het spel, waardoor georganiseerde bevoorradingsvluchten naar frontliniebasissen nodig zijn om spelers aan de frontlinie van wapens en munitie te voorzien en om materialen te leveren om versterkingen te repareren en te bouwen.
Spelers worden aangemoedigd om samen te werken om efficiënt gebruik te maken van middelen, informatie, voertuigen, wapens en munitie om de overhand te krijgen op de tegenstander. Het leveren van de rantsoenen aan de basissen vormt een zeer belangrijk onderdeel van de logistiek, omdat deze bepalen waar spelers kunnen spawnen. De spelers werken ook samen met anderen om aanvallen te plannen en uit te voeren en verkenningen uit te voeren om een tactisch voordeel te behalen ten opzichte van de tegenstander. de aanbevelingen van andere spelers verhogen de rang van de speler en stimuleren teamwerk en logistieke taken. Er bestaat een dag- en nachtcyclus in het spel, waarbij 12 in-game-uren gelijk zijn aan 30 minuten in de echte wereld, hoewel de kaartregio's zich in verschillende cycli bevinden. Een centraal kenmerk van de aanhoudende oorlog van Foxhole is het AI-systeem, waarmee bepaalde verdedigingsstructuren in de buurt van bevriende bases automatisch worden bestuurd, waarbij op vijanden wordt geschoten om locaties te verdedigen, zelfs als verdedigende spelers afwezig zijn.
Om een oorlog te winnen, moeten spelers een specifiek aantal overwinningspunten (stadhuizen die in hun regio's zijn gemarkeerd) veiligstellen en opbouwen op een wereldkaart met meerdere regio's. Om dit te bereiken moeten beide teams hun logistiek en hun leger coördineren om vijandelijke bases en stadhuizen te veroveren. De teams werken ook aan het ontsluiten van nieuwe technologie via een technologieboom. Vaak coördineren beide facties het verzamelen van technisch materiaal en de technische voortgang op hun respectievelijke Discord-servers. Samenwerking is essentieel omdat oorlogen soms weken tot zelfs maanden kunnen duren.

## Ontwikkeling
Siege Camp, dat tot medio 2021 oorspronkelijk Clapfoot Inc. heette, richtte begin 2016 Foxhole op. Het doel van Foxhole was om een grootschalige oorlogsgame voor meerdere spelers te maken die zich afspeelt in een hardnekkige wereld, waarbij het aan de spelers wordt overgelaten om alle aspecten van de oorlogsinspanning te besturen.
In het beginstadia van de game werden allerhande mogelijke opties onderzocht, zoals een first-person perspectief en een op beurten gebaseerde speelstijl. Uiteindelijk werd het top-down perspectief gekozen om de focus op strategie en samenwerking tussen spelers aan te moedigen. Al vroeg in het ontwikkelingsproces werd besloten om de game af te spelen in een fictief universum dat een creatief eerbetoon was aan de oorlogvoering uit het begin van de 20e eeuw. De ontwikkeling van Siege Camp was gericht op het creëren van voertuig-, wapen- en personageontwerpen die eerder origineel dan historisch accuraat waren.
Siege Camp begon begin 2016 te werken aan prototypes voor Foxhole, wat in juli 2016 leidde tot een publieke release in de pre-alfafase. De eerste iteraties ondersteunden 64 spelers per serverinstantie in één regio iets dat uiteindelijk leidde tot ondersteuning voor 120 spelers. World Conquest, de primaire spelmodus in Foxhole, werd voor het eerst uitgebracht in maart 2018. Bij de release bevatte de spelmodus 9 in elkaar grijpende regio's over mondiale conflicten. De kaart is sindsdien uitgebreid tot in totaal 37 regio's.

## Ontvangst
In een diepgaande recensie van IGN beschrijft Lief Johnson: "Ik heb genoten van Foxhole en ik weet dat veel van dat plezier voortkwam uit het wonder van het kijken naar zoveel spelers die samenwerken."
Eind 2021 en begin 2022 begon een regiment in het spel bekend als Logistics Organization for General Improvement (LOGI), te pleiten voor een diepgaande hervorming van het logistieke systeem in het spel. In december 2021 schreef de organisatie met 1800 leden een open brief aan de ontwikkelaars van het spel in Siege Camp, waarin de 11 "meest schadelijke problemen voor de logistieke ervaring" werden opgesomd. In de brief eiste LOGI uiterlijk 10 januari 2022 "specifieke en gedetailleerde feedback". Hier werd geen gehoor aan gegeven, dus hield LOGI stemmingen over escalatiemogelijkheden resulterend in een staking. Als gevolg hiervan heeft het spel veel media-aandacht gekregen en een vertegenwoordiger van de groep die bekend staat als Squashyhex meldde "een aanzienlijke toename van de vraag naar uitrusting aan de frontlinie". Deze staking eindigde op 1 maart, na Update 48, waarin veel problemen werden aangepakt die LOGI in hun brief had genoemd.

## Verder lezen
- Bolding, Jonathan  (26 september 2021). Four years in, Foxhole now has Foxholes. PC Gamer
- Smith, Graham, "Foxhole's Entrenched update makes the massive multiplayer shooter even bigger", Rock, Paper, Shotgun, 25 september 2021.
- (en) Robinson, Joe, MMO war game Foxhole gets huge update with new content and 3,000-player wars. PCGamesN (23 september 2021).
- (en) O'Connor, Alice, "Foxhole's new snowy weather can freeze soldiers and rivers alike", Rock, Paper, Shotgun, 25 februari 2021.
- (en) Making It in Unreal, Making it in Unreal: how Foxhole delivers a massive war sim full of Eve-like drama. PCGamesN (10 november 2020).
- (en) Caldwell, Brendan, "The 7 best couriers in PC games", Rock, Paper, Shotgun, 17 juli 2020.
- (en) Bolding, Jonathan, "This Foxhole documentary is one of the best game folk stories I've ever watched", PC Gamer, 26 april 2020.
- (en) Bolding, Jonathan, "Foxhole's latest update adds mass production to fuel the MMO war", PC Gamer, 12 april 2020.
- (en) Bailey, Dustin, Players are recording Foxhole's Eve Online-like wars through radio documentaries. PCGamesN (19 november 2019).
- (en) Caldwell, Brendan, "Have You Played… Foxhole?", Rock, Paper, Shotgun, 29 maart 2019.
- (en) Tarason, Dominic, "Foxhole's persistent battlefields get a major overhaul today", Rock, Paper, Shotgun, 13 december 2018.
- (en) Caldwell, Brendan, "In Foxhole's war the truck drivers are the real heroes", Rock, Paper, Shotgun, 10 augustus 2017.
- (en) Walker, John, "Steam Charts: WE'RE GOING TO BE RICH!", Rock, Paper, Shotgun, 7 augustus 2017.
- (en) Spencer, Chloe, In One Of Steam's Hottest New Games, Wars Can Last For Days. Kotaku (3 augustus 2017).
- (en) O'Connor, Alice, "MMO sandbox war Foxhole marches on early access", Rock, Paper, Shotgun, 31 juli 2017.
- (en) Davenport, James, "Foxhole is a persistent multiplayer game where wars can last for days", PC Gamer, 27 juli 2017.
- (en) Scott-Jones, Richard, Foxhole might be the fullest multiplayer war sim yet. PCGamesN (27 juli 2017).
- Foxhole, Foxhole EARLY ACCESS: Ferrying Supplies to the Battlefield. IGN (27 juli 2017).
- Foxhole, Foxhole EARLY ACCESS: Introduction to Building. IGN (27 juli 2017).
- Foxhole, Foxhole EARLY ACCESS: Motorcycle and Rocket Launcher Gameplay. IGN (27 juli 2017).